# Michael Urbano
Michael Urbano (ur. 19 marca 1960 w Sacramento, Kalifornia, USA), amerykański perkusista, autor tekstów, producent.
Najbardziej znany jest jako perkusista grupy Smash Mouth w latach 1999–2006. Przez przystąpieniem do tej formacji, Urbano grał w takich kapelach jak : The Spent Poets, Third Eye Blind, John Hiatt, Black Lab, Cracker, Paul Westerberg, Red House Painters, Willy DeVille. Był również członkiem zespołu Bourgeois Tagg.
W roku 2006 Urbano opuścił Smash Mouth tłumacząc się "rozbieżnościami co do sposobu rozwijania się, zarówno zespołu, jak i jego członków". W roku 2007 pracował z takimi zespołami jak Fischerspooner i Cake, zaś wiosną 2008 utworzył, wraz z Luciano Ligabue zespół i wyruszył w trasę koncertową po Europie.